# Richie Brockelman
Richie Brockelman (Richie Brockelman, Private Eye) est une série télévisée américaine créée par Stephen J. Cannell et Steven Bochco composée d'un téléfilm pilote de 75 minutes diffusé le 27 octobre 1976, et cinq épisodes de 50 minutes diffusés du 14 mars au 14 avril 1978 sur le réseau NBC.
Cette série est inédite dans tous les pays francophones.

## Synopsis
Un détective privé d'une vingtaine d'années utilise son jeune âge à son avantage pour les enquêtes qu'il mène à Los Angeles.

## Distribution
- Dennis Dugan : Richie Brockelman
- Robert Hogan : Sergent Ted Coppersmith
- Barbara Bosson : Sharon Diederson
- John Randolph : Monsieur Brockelman
- David Spielberg : Sidney Brockelman

## Production
Le pilote 24 Heures disparues en 1976 n'ayant pas été retenu, un nouveau pilote a été diffusé dans 200 dollars plus les frais (The Rockford Files) à la fin de la quatrième saison, La Maison de l'avenue Willis (The House on Willis Avenue), en février 1978. Les cinq épisodes de Richie Brockelman ont été diffusés le mois suivant.

## Épisodes
1. Richie Brockelman : Les 24 Heures disparues (Richie Brockelman : The Missing 24 Hours) (75 minutes)
2. Sydney au pas (The Framing of Perfect Sydney)
3. L'âme sœur (Junk It to My Baby)
4. Rien ne vaut son chez soi (A Title on the Door and a Carpet on the Floor)
5. Le Pigeon (A Pigeon Ripe for Plucking)
6. L'Évasion (Escape from Caine Abel)